# Урдаш, Валентин Андреевич
Валентин Урдаш (при рождении: Валентин Андреевич Яковлев) (20 декабря 1924, дер. Раково, Татарская АССР — 18 апреля 1973, Чебоксары) — чувашский поэт и прозаик, переводчик. Член Союза писателей СССР с 1971 года.

## Биография
Валентин Андреевич родился 20 декабря 1924 года в деревне Раково Буинского района Татарской АССР (РСФСР).
В 1941 году окончил Альшеевскую среднюю школу. С 1943 года участвует в Великой Отечественной войне. Вернувшись после тяжёлого ранения с войны, Валентин Урташ работал в редакции газеты «Хĕрлĕ ялав» (Казань), затем в Комитете радиоинформации при Совете министров Чувашской АССР. Первой его книгой была книга рассказов. 
На стихи В. Урдаша чувашские композиторы сложили более ста популярных песен («Сескереччe палан» (А. Асламас); «Калаймарам», «Укалча уменче», «Шупашкарам, савнa Шупашкарам» (Г. Хирбю); «Сарa хевел хертсе пахнa чух» (Ю. Кудаков); «Саншан мар-и», «Юратушан юррам ман» (Г. Маркиянов).
Также Валентин Урдаш перевел на чувашский язык произведения А. Мусатова и В. Каверина.
18 апреля 1973 года поэт умер в Чебоксарах.

## Основные издания
«Аслă йыш» (Старший род)
«Aраскал» (Счастье)
«Ĕмĕтĕмĕр çитсе пынăран» (Мечты сбываются)
«Пĕчĕк Роза» (Маленькая Роза)
«Пурăнас килет» (Хочется жить)
«Саншăнах юрлатăп» (Пою ради тебя)
«Сарă хурт» (Пчела)
«Чун савнăран» (От души)
«Çурхи кунсем» (Весенние деньки)

## Память
- В Татарстане открыли памятник Валентину Урташ.